# 1951年9月1日日食
1951年9月1日日食是一次日環食，發生於1951年9月1日。新月當天（即朔日），地球上觀測到月球和太阳的角距離極小，此時月球如果恰好在月球交點附近，穿過太阳和地球之間，與地球、太阳接近一直線，則會出現日食。月球穿過太阳和地球之間，但距地球較遠，本影未能接觸地表，而使偽本影覆蓋的區域內看到月球的角直徑小於太陽，就形成日環食，同時在偽本影兩側數千公里的半影範圍內形成日偏食。此次日環食經過了美国、西屬撒哈拉、法屬西非、英屬黃金海岸、法屬赤道非洲、葡屬安哥拉、比屬剛果、北羅德西亞、葡屬東非、尼亞薩蘭、法屬馬達加斯加，日偏食則覆蓋了北美洲東部、非洲絕大部分、欧洲西部及周邊部分地區。

## 日食概況

### 出現區域
美国北卡罗来纳州與弗吉尼亚州交界處在日出時最先看到日環食，隨後月球偽本影向東移動，很快離開北美洲，進入大西洋，逐漸轉向東南移動，跨過大西洋後從西屬撒哈拉（今西撒哈拉）登上非洲大陸，在法屬西非的今毛里塔尼亚東胡德省西南部達到最大食分。此後偽本影繼續向東南移動，斜貫非洲西部，跨過幾內亞灣後從刚果河口附近再次登上非洲，斜貫非洲中南部後跨過莫桑比克海峡，在日落時分結束於法屬馬達加斯加（今马达加斯加）塔那那利佛省境內。
偽本影經過的陸地包括：
- 美国：北卡罗来纳州北部、弗吉尼亚州南部；
- 西屬撒哈拉：自西北向東南斜貫今西撒哈拉達赫拉-黃金谷地大區；
- 法屬西非：自西北向東南斜貫今毛里塔尼亚、马里西南部、布吉納法索西南部，又擦過科特迪瓦東北角，其中在今毛里塔尼亚東胡德省西南部達到最大食分；
- 英屬黃金海岸：今加纳西北地區西南部、北部地區西部、布朗阿哈福地區中部偏東、阿散蒂地區東北部、東部地區中東部、大阿克拉地區中東部、沃爾特地區西南部；
- 法屬赤道非洲：擦過今刚果共和国奎盧省南部；
- 葡屬安哥拉：經過今安哥拉喀丙達省西南半部，自西北向東南斜貫薩伊省和威熱省南部，經過北廣薩省東北部，斜貫馬蘭哲省北部、北倫達省西南部、南倫達省中部偏南、莫希科省東北部；
- 比屬剛果：第一次入境經過今刚果民主共和国下刚果省西部，第二次入境擦過坦噶尼喀省西南角；
- 北羅德西亞：自西北向東南斜貫今赞比亚西北省中東部，經過铜带省南部，斜貫中央省，經過卢萨卡省東北部和东方省西南部；
- 葡屬東非：自西北向東南斜貫今莫桑比克太特省中部偏南，經過马尼卡省北部和索法拉省極北端，貫穿赞比西亚省，擦過楠普拉省南部；
- 尼亞薩蘭：自西向東貫穿今马拉维南部区南部；
- 法屬馬達加斯加：今马达加斯加梅拉基區中南部、梅納貝區東北部、邦古拉法區西部。[3][4]

除了上述狹窄的環食帶內能看到日環食之外，月球半影覆蓋範圍內都能看到日偏食，包括加拿大東南部、圣皮埃尔和密克隆、格陵兰南部、美国東半部、百慕大、中美洲大陸部分東南部及加勒比地區、哥伦比亚北半部、委內瑞拉中北部、英属圭亚那（今圭亚那）北部、荷屬蓋亞那（今蘇利南北部）、法屬圭亞那北部、冰岛、法罗群岛、西欧、中欧西南半部、南欧中西部、非洲除埃及東北角外的絕大部分、阿拉伯半岛西南半部。

### 基本參數
- 類型：日環食
- 食甚中心處（位於法屬西非的今毛里塔尼亚東胡德省西南部）資料：
  - 時間：1951年9月1日12:51:21.4
  - 地點：16°28.4′N 8°28.2′W / 16.4733°N 8.4700°W
  - 食分：0.9747（環食帶內最大）
  - 日環食持續時間：2分35.7秒

## 相關的日食

### 1950-1953年的日食
月球交替位於相對的月球交點時，以半個交點年（食年），即約177天又4小時間隔出現下列日食。
| 升交點                                          | 升交點                   |          | 降交點                  | 降交點 |
| 沙羅周期                                        | 地圖                     | 沙羅周期 | 地圖                    |        |
| 119                                             | 1950年3月18日 環食       | 124      | 1950年9月12日 全食      |        |
| 129                                             | 1951年3月7日 環食        | 134      | 1951年9月1日 環食       |        |
| 139                                             | 1952年2月25日 全食       | 144      | 1952年8月20日 環食      |        |
| 149                                             | 1953年2月14日 偏食（北） | 154      | 1953年8月9日 偏食（南） |        |
| 註：1953年7月11日的日偏食屬於下一組交點年系列。 |                          |          |                         |        |

### 沙羅周期
沙羅週期長度為18年11天。本次日食屬於沙羅週期134，共包含71次日食，依次為1248年6月22日至1410年9月28日的10次日偏食、1428年10月9日至1554年12月24日的8次日全食、1573年1月3日至1843年6月27日的16次全環食（亦稱混合食）、1861年7月8日至2384年5月21日的30次日環食、2402年6月1日至2510年8月6日的7次日偏食，總共歷時1262.11年。其中最長的全食發生於1428年10月9日，共持續了1分30秒。
下表列舉了1901年至2100年間發生的屬於該周期的日食，是第38至48次：
| 38             | 39             | 40            |
| -------------- | -------------- | ------------- |
| 1915年8月10日  | 1933年8月21日  | 1951年9月1日  |
| 41             | 42             | 43            |
| 1969年9月11日  | 1987年9月23日  | 2005年10月3日 |
| 44             | 45             | 46            |
| 2023年10月14日 | 2041年10月25日 | 2059年11月5日 |
| 47             | 48             |               |
| 2077年11月15日 | 2095年11月27日 |               |

## 資料來源
1. ↑  樊忠玉. . 中国天文科普网.   [2016-03-25]. （原始内容存档于2014-09-17）.
2. 1 2  Fred Espenak. . NASA Eclipse Web Site.   [2016-03-25]. （原始内容存档于2020-10-21）.（英文）
3. ↑  Fred Espenak. . NASA Eclipse Web Site.   [2016-03-25]. （原始内容存档于2020-10-21）.（英文）
4. ↑  Xavier M. Jubier. .   [2016-03-25]. （原始内容存档于2018-01-20）.（法文）（英文）
5. ↑  Fred Espenak. . NASA Eclipse Web Site.   [2016-03-25]. （原始内容存档于2008-08-29）.（英文）
6. ↑  Fred Espenak. . NASA Eclipse Web Site.（英文）

## 外部連結
- NASA日食專頁（页面存档备份，存于）（英文）
- 可見區域圖和時間統計：由弗雷德·埃斯佩纳克做出的日食預報，NASA/GSFC
  - Google互動地圖呈現的日食範圍
  - 貝塞爾元素
- Google地圖顯示的日環食和日偏食範圍（页面存档备份，存于）（法文）（英文）

| \| \| 日食 \|                            |                             |                                           |
| 上一次日食： 1951年3月7日日食 （日環食） | 1951年9月1日日食 （日環食） | 下一次日食： 1952年2月25日日食 （日全食） |
| 上一次日環食： 1951年3月7日日食          | 1951年9月1日日食 （日環食） | 下一次日環食： 1952年8月20日日食          |
|                                          | 日食                        |                                           |